# The Angel with the Trumpet
The Angel with the Trumpet é um filme de drama do Reino Unido dirigido por Anthony Bushell em 1950.

## Resumo
História sobre uma família em Viena, desde o século passado até à II Guerra Mundial.

## Elenco
- Eilleen Herlie
- Basil Sydney